# 大津絵

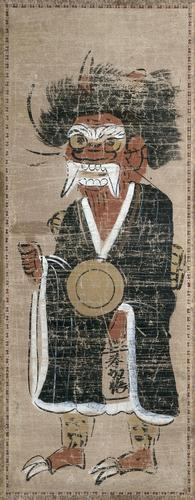
「鬼の寒念仏」
アメリカ・オハイオ州、クリーブランド美術館所蔵

大津絵（おおつ-え）とは、滋賀県大津市で江戸時代初期から名産としてきた民俗絵画で、さまざまな画題を扱っており、東海道を旅する旅人たちの間の土産物・護符として知られていた。
大津絵の画題を唄い込んだ元唄・音曲・俗曲（大津絵節）、大津絵節を元に踊る日本舞踊の一種（大津絵踊り）にも、「大津絵」の名がついている。

## 歴史
東海道、逢坂関の西側に位置する近江国追分（髭茶屋追分）を発祥の地とする。寛永年間（1624 - 1644年）のころに仏画として描かれ始めた。当初は信仰の一環として描かれたものであったが、やがて世俗画へと転じ、加えて18世紀ごろより教訓的・風刺的な道歌を伴うようになった。
松尾芭蕉の俳句「大津絵の筆のはじめは何佛」には、仏画が多かった初期の大津絵の特徴が表れている。また、江戸時代初期のキリシタン弾圧に際して「自分は仏教徒である」という隠れ蓑的役割も有していたと言われる。

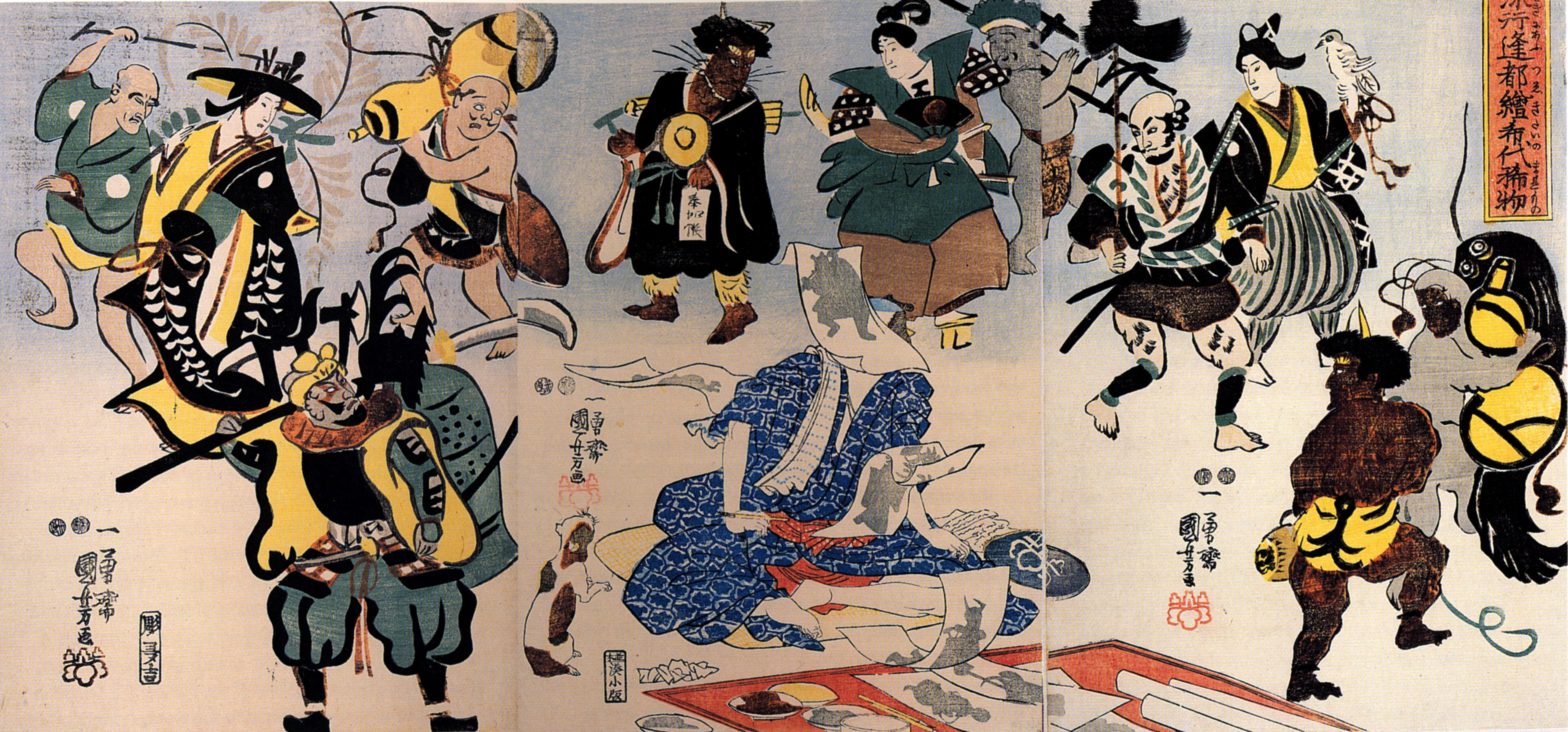
歌川国芳「流行逢都絵希代稀物」

江戸時代を通じ、東海道大津宿の名物となった。文化・文政期（1804 - 1829年）には「大津絵十種」と呼ばれる代表的画題が確定し、一方で護符としての効能も唱えられるようになった（「藤娘」は良縁、「鬼の寒念仏」は子供の夜泣き、「雷公」は雷除け、「外法大黒」無病長寿、小児の月代きらいを直す、「鷹匠」五穀成就、「座頭」倒れない、「瓢箪鯰」水難除け、「槍持奴」道中安全、「弁慶」火難除け、「矢の根男」悪魔退治など）。画題は増え続け、幕末には最盛期を迎えたが、画題の簡略化に伴って減少し、現在では百余種とされる。
明治期に入ると、何人もの画家や蒐集家が収集を始め、大津絵のコレクターが登場し、展覧会も開かれるようになった。

## 特徴
神仏や人物、動物がユーモラスなタッチで描かれ、道歌が添えられている。多くの絵画・道歌には、人間関係や社会に関する教訓が風刺を込めて表されている。

## 主な画題

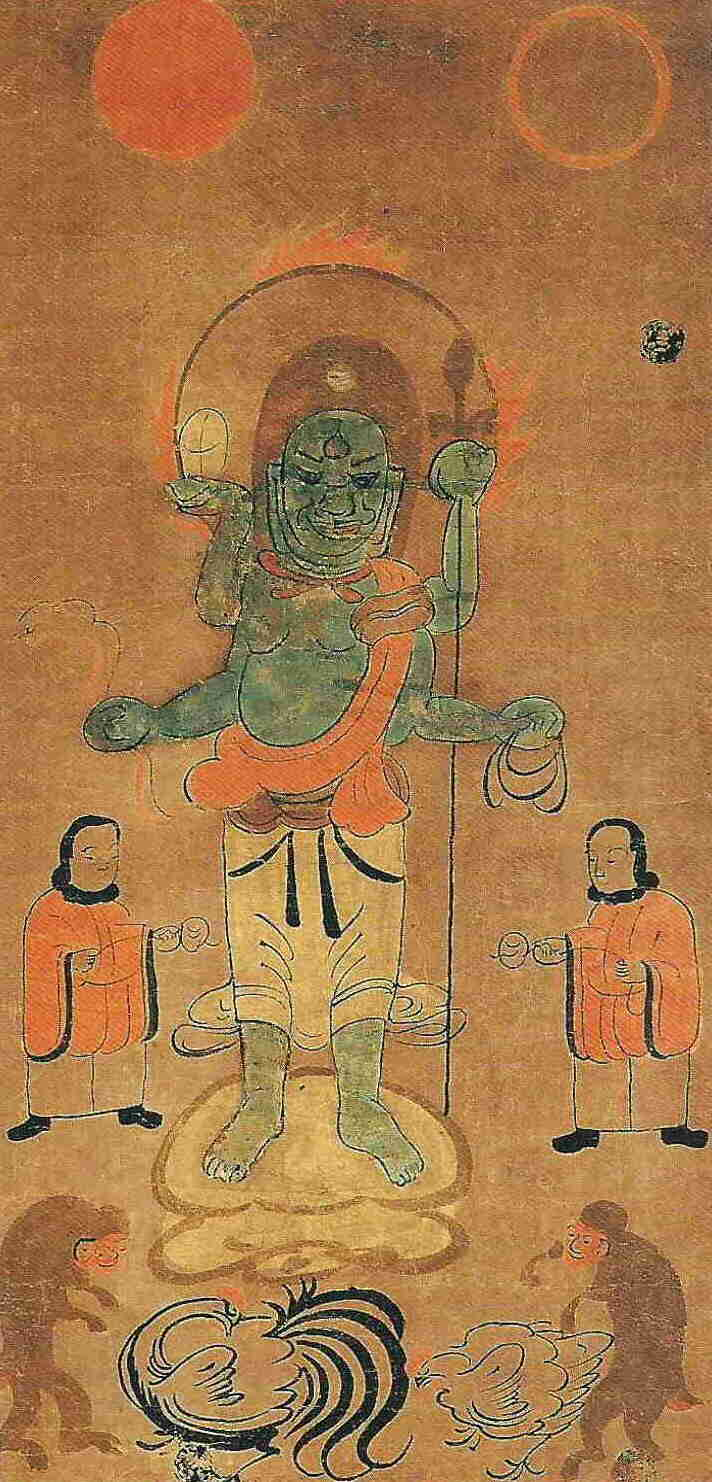
青面金剛 大津絵

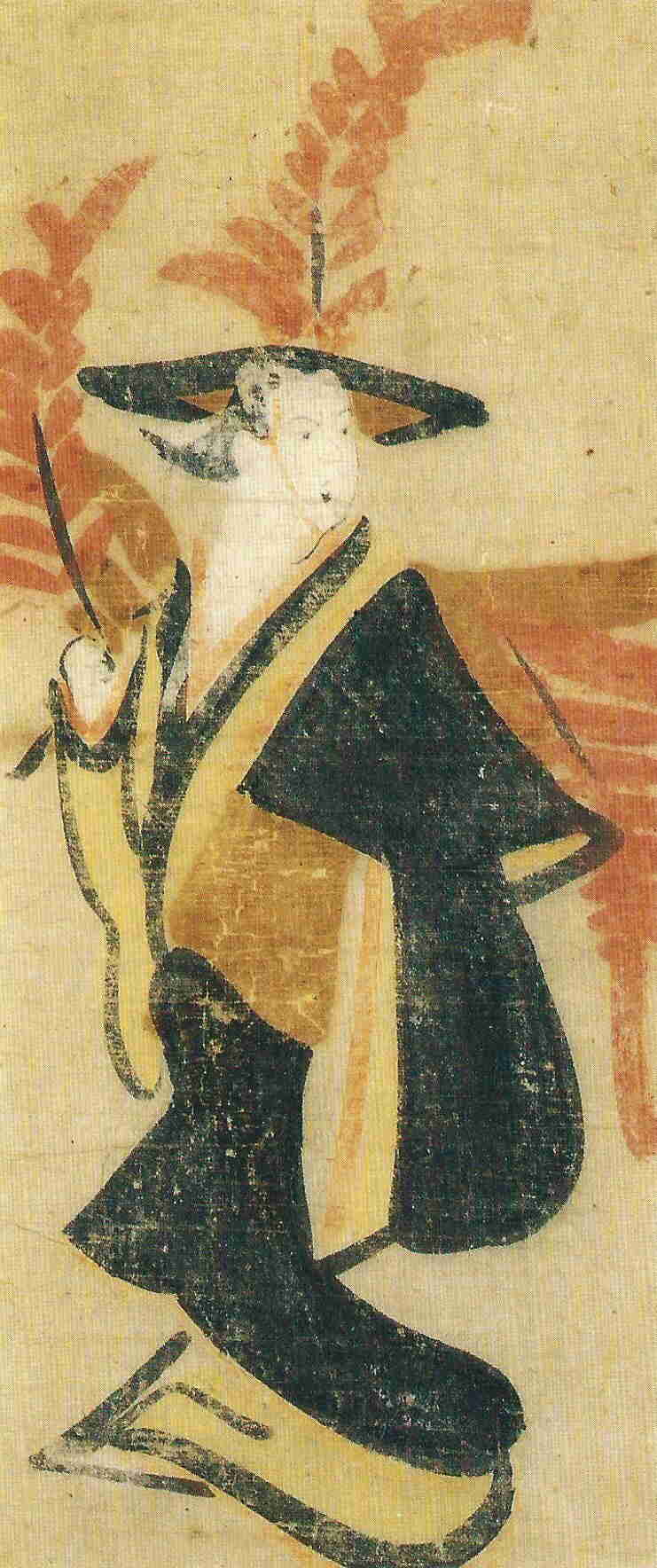
大津絵 藤娘

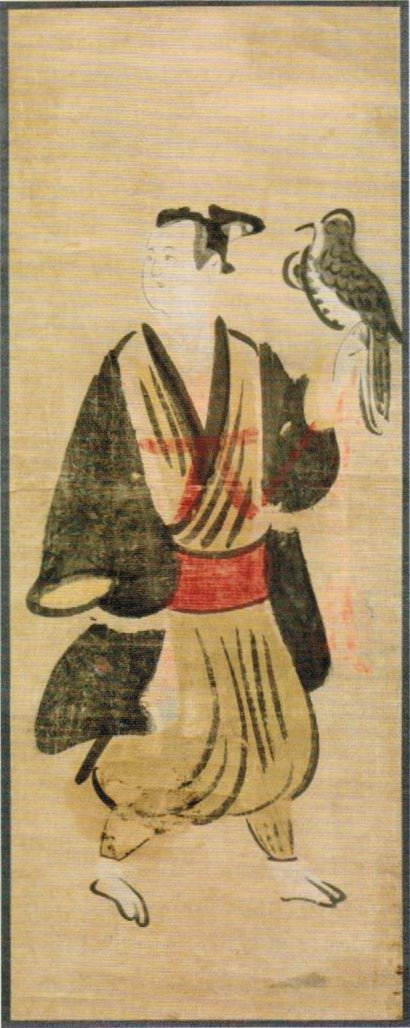
鷹匠

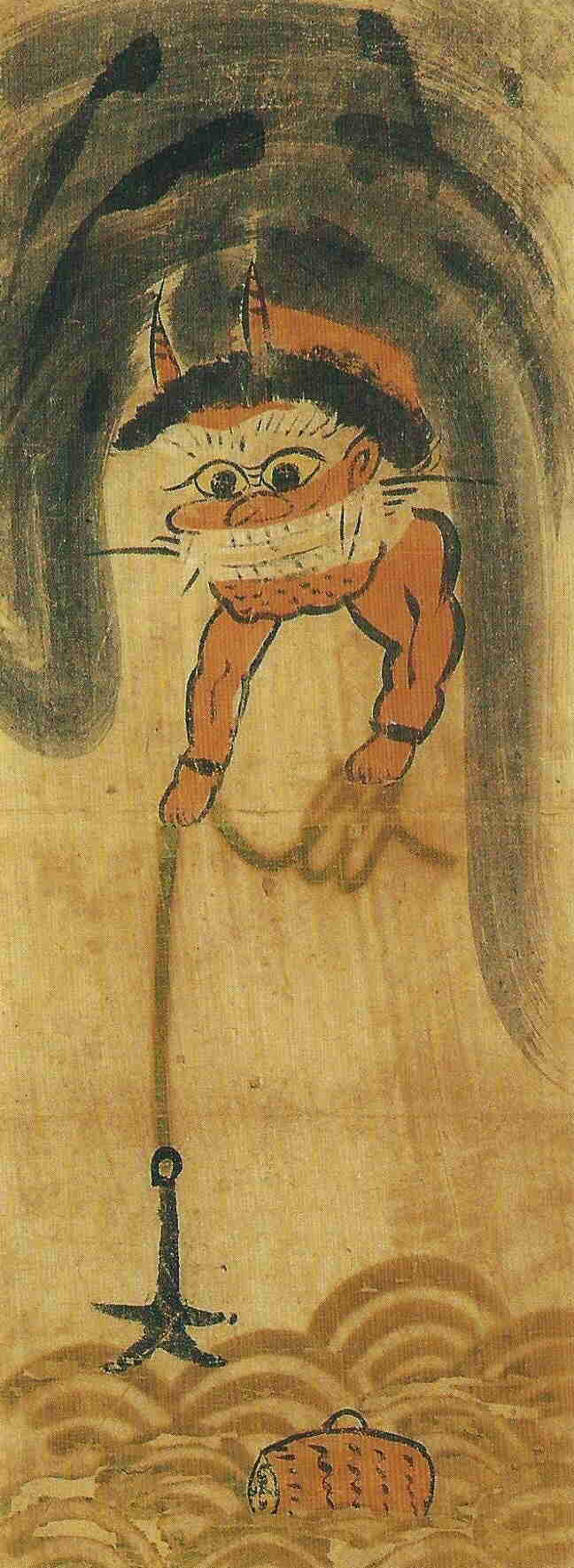
鬼の太鼓釣り

「※」の付いているものは「大津絵十種」と呼ばれる主要画題。他項に記述あるものはこれを明記する。
- 仏画
  - 阿弥陀仏
  - 十三仏
  - 青面金剛
  - 千手観音
  - 不動明王
- 世俗画
  - 鬼の寒念仏 ※
  - 長頭翁（外法の梯子剃り） ※
  - 藤娘 ※：他項「藤娘#大津絵の藤娘」を参照。
  - 文読む女
  - 傘さす女
  - 女虚無僧
  - 瓢箪鯰 ※：他項「鯰絵#大津絵」も併せて参照のこと。

ひょうたん-なまず。地震を起こす大鯰を日本猿が瓢箪を用いて押さえ込もうとしている滑稽画。
  - 鷹匠 ※
  - 座頭 ※
  - 雷公（雷の太鼓つり） ※：「雷神#姿かたち」を参照。
  - 提灯と釣鐘
  - 槍持ち奴 ※
  - 猫と鼠
  - 長刀弁慶
  - 釣鐘弁慶 ※
  - 為朝 ※
  - 矢の根：矢の根五郎
  - 鬼の巡礼：右上の画像を参照。

## 大津絵の歌舞伎舞踊
- 『哥へす哥へす余波大津絵』（かえすがえすなごりのおおつえ） 他項「藤娘#歌舞伎舞踊の藤娘」を参照。
- 『採筆恵の大津絵』（ふでとりてめぐみのおおつえ） 安政3年（1856年） 江戸森田座上演
  - 浮世又平・藤娘・猿・船頭・福禄寿（初代 中村福助）
  - 大黒（六代目 坂東三津五郎）

## 関連文献
- 信多純一 『祈りの文化 大津絵模様』 思文閣出版 2009年
- 尾久彰三監修 『大津絵 日本民芸館所蔵』 東方出版 2005年
  - 英文併記、柳宗悦解説を付す
- 『柳宗悦選集第10巻 大津絵』 春秋社を参照。1978年ほか
- クリストフ・マルケ; 楠瀬日年（絵）『大津絵：民衆的諷刺の世界』KADOKAWA〈角川文庫〉、2016年。ISBN 9784044000417。
- 児玉絵里子「大津絵「藤娘」と「花車」-若衆歌舞伎「業平踊」と初期歌舞伎の表象-」『初期歌舞伎・琉球宮廷舞踊の系譜考-三葉葵紋、枝垂れ桜、藤の花-』錦正社、2022年。ISBN 978-4-7646-0146-8